# Manuel Silvino Monjardim
Manuel Silvino Monjardim (Vitória, 17 de fevereiro de 1876 — 3 de agosto de 1966), foi um médico e político brasileiro.
Foi senador pelo Espírito Santo de 1924 a 1930, além de deputado federal de 1918 a 1923.